# ماري ليثجو برادفورد
ماري ليثجو برادفورد (بالإنجليزية: Mary Lythgoe Bradford)‏ هي كاتِبة وشاعرة أمريكية، ولدت في 24 أكتوبر 1930.